# Mavria (Arcadia)
Mavria (greacă Μαυριά) este un sat în Grecia în Prefectura Arcadia.

## Populație
| An   | Populație |
| ---- | --------- |
| 1981 | 95        |
| 1991 | 124       |
| 2001 | 49        |